# صاریغ دم‌حلقه‌ای نقاب‌دار
صاریغ دم‌حلقه‌ای نقاب‌دار (نام علمی: Pseudochirulus larvatus) کیسه‌داری از تیره شبه‌دستان، سردهٔ Pseudochirulus است که در پاپوآ گینه نو یافت می‌شود. در سیاهه قرمز IUCN، این جانور در وضعیت کمترین نگرانی طبقه‌بندی شده است.